# Mas del Dolcet
El Mas del Dolcet és una masia de Manlleu (Osona) inclosa a l'Inventari del Patrimoni Arquitectònic de Catalunya.

## Descripció
Masia de planta, pis i golfes amb un cos de porxos adossat a la façana sud-oest. Aquesta masia surt citada al fogatges de 1553 de les parròquies i terme de Manlleu. Té un valor tipològic i testimonial de les masies de Manlleu i la seva evolució. És interessant també per la reforma soferta a principis del segle xx, on l'entrada principal es trasllada a la façana de tramuntana. Cal destacar l'entrada principal de pedra picada de punt rodó, totes les obertures de pedra picada i un pou situat a tramuntana.